# Eurybia donna
Eurybia donna är en fjärilsart som beskrevs av Cajetan Freiherr von Felder och Rudolf Felder 1862. Eurybia donna ingår i släktet Eurybia och familjen Riodinidae. Inga underarter finns listade i Catalogue of Life.